# 民族民主党 (苏里南)

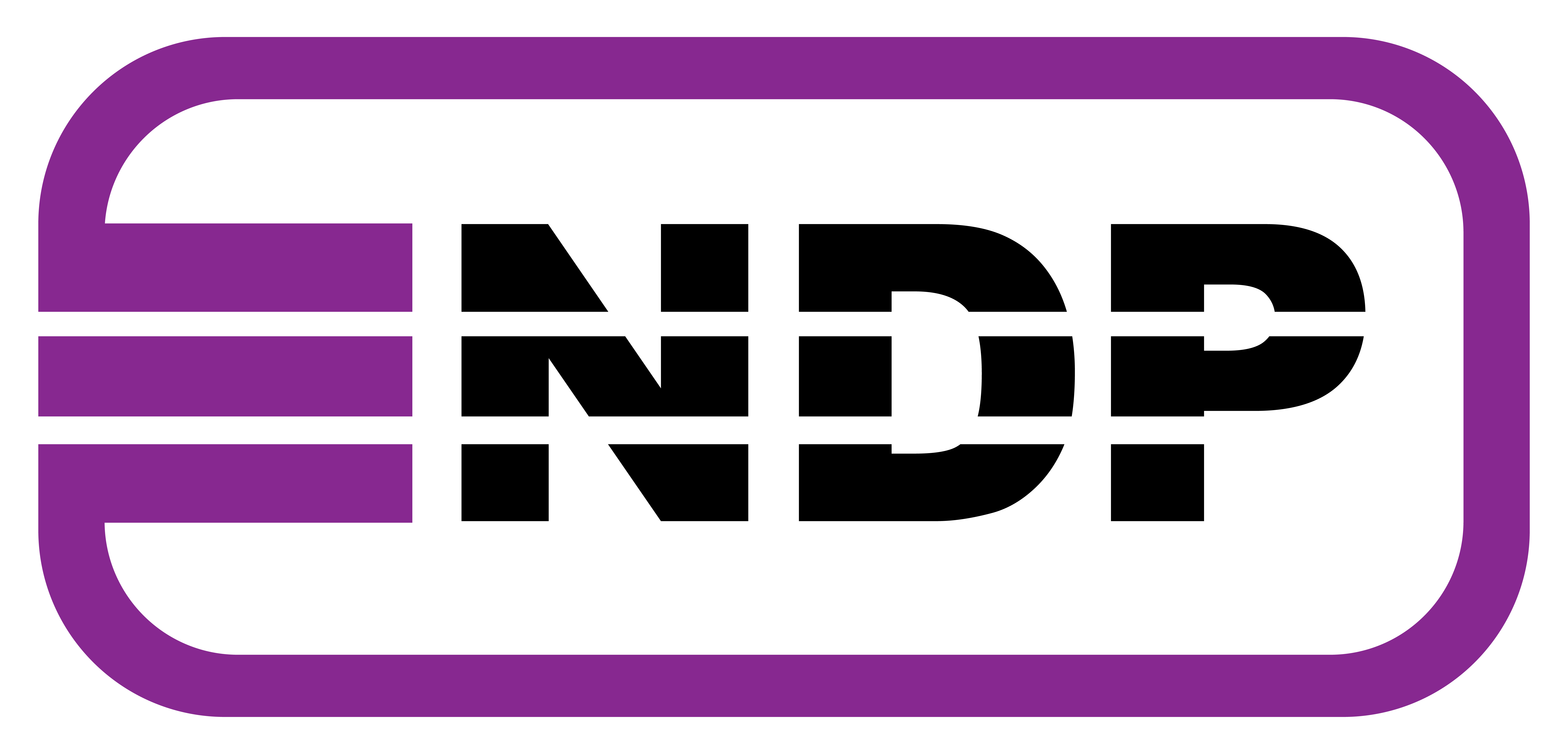
民族民主党标志

民族民主党（缩写为NDP）是苏里南的一个民族主义政党。该党成立于1987年7月4日，创始人是当时的苏里南军政府领导人德西·鲍特瑟。该党是苏里南最早的在不同族群中拥有稳定支持基础的政党之一。